# Датчик дуговой защиты
Датчик дуговой защиты — это датчик, способный регистрировать возникновение электрической дуги. Используется в распределительных устройствах для предотвращения губительных последствий электрического разряда.

## Способы регистрации электрической дуги
Существует несколько способов регистрации электрической дуги, основанных на следующих принципах:
- Регистрация светового излучения, вызванного появлением электрической дуги;
- Изменение параметров электрической цепи (при возникновении дуги меняются значения таких величин как напряжение, сопротивление и ток);
- Повышение температуры или давления внутри отсека распределительного устройства.

### Оптические датчики дуговой защиты
Первый из перечисленных способов регистрации дуги, а именно — регистрация светового излучения электрической дуги, является наиболее распространенным из-за своей простоты. Существуют два вида оптических датчиков дуговой защиты: полупроводниковые фотодатчики и волоконно-оптические датчики.
Оптические датчики дуги, регистрирующие световое излучение, делятся по принципу работы на регистрирующие излучение боковой (распределенные датчики) или торцевой поверхностью. Применение распределенного оптического датчика позволяет одним отрезком оптического кабеля охватить одновременно несколько контролируемых точек. Использование датчиков, улавливающих излучение торцевой поверхностью, позволяет точно выделить участки возникновения дуги.
Волоконно-оптическая регистрация имеет преимущества над остальными способами электро-дуговой защиты:
- гибкость и легкость монтажа;
- высокое быстродействие;
- нечувствительность к электромагнитным помехам;
- отсутствие питания датчика;
- материал волоконно-оптического кабеля является диэлектриком;
- низкая стоимость датчика.